# 山口県立下関工業高等学校
山口県立下関工業高等学校（やまぐちけんりつ しものせきこうぎょう こうとうがっこう）とは、山口県下関市富任町に所在していた公立の工業高等学校。略称は「関工」（せっこう）。以前、文部科学省の情報モラル等指導サポート事業実践研究協力校に指定されており、情報モラルに関する教育に力を入れていた。

## 沿革
- 1939年4月　山口県立下関工業学校として開校（機械科・電気科・建築土木科・第二種機械科・採鉱科を設置）
- 1943年4月　建築土木科を建築科・土木科に変更
- 1944年3月  電気通信科を設置
- 1946年3月　第二種機械科を廃止
- 1948年4月　山口県立下関工業高等学校に改称
- 1949年4月　山口県立下関実業高等学校と統合。採鉱科・冶金科を採鉱冶金科に変更
- 1954年4月　山口県立幡生工業高等学校（現山口県立下関中央工業高等学校）と分離し、山口県立安岡工業高等学校に改称
- 1960年4月　採鉱冶金科を冶金科に変更
- 1961年4月　電気通信科を電子科に変更
- 1964年4月　山口県立下関工業高等学校に改称
- 1967年1月　冶金科を金属工業科に変更
- 1989年4月　金属工業科を材料技術科に変更
- 2005年4月　材料技術科の募集停止
- 2007年3月　材料技術科が廃止（機械科へ統合）
- 2008年7月　全国高等学校野球選手権山口大会で初優勝（甲子園へは春夏を通じて初出場）
- 2016年4月　下関中央工業高等学校 [注釈 1]と再び統合する。新入生から新設の下関工科高等学校となり、3年間新校と併設される。
- 2019年
  - 3月31日　廃校[1]
  - 当校定時制を起源とする下関工科高校定時制機械科の募集を停止。

## 設置学科
全日制
- 機械科（2クラス、70人）
  - ものづくりの原点を学習する。旋盤・溶接技術や機械の設計・製図、エンジンなどの原動機など。ボイラーや旋盤・溶接などの資格取得が可能である。
- 電気科（1クラス、35人)
  - 生活に欠かせない電気技術を学習する。モーターなどの電動機や発電所の発電技術、高圧電気の取り扱いなど。第2種電気工事士の取得を目標としている。
- 電子科（1クラス、35人）
  - 現在、発展が著しい情報技術と半導体技術を学習する。プログラミングやネットワーク技術、電子回路の作成、シーケンス制御など。工事担任者の取得を目標としている。

定時制
- 機械科

## 部活動
運動部
- 陸上部
- 空手道部
- 柔道部
- 剣道部
- 弓道部
- バスケットボール部
- バレーボール部
- 野球部
- サッカー部
- 卓球部
- ソフトテニス部

文化部
- 新聞部
- 美術部
- 写真部
- 自動車部
- 英会話同好会
- ものづくり同好会
- 電算機同好会

特徴
- 野球部は山口県では強豪校の1校に数えられる。
- その他、多くの部が中国大会出場などの大会で優秀な成績をおさめている。
- 元プロ野球選手（投手）でタレントの宮本和知は、在校当時サッカー部が廃部になっていたため、野球部に入部し、その後プロ野球読売ジャイアンツに入団した。宮本の卒業から数年後、サッカーをしていた当時の教諭および生徒が復活を懇願。後にサッカー同好会を設立し、その後部に昇格したことでサッカー部は再建され、下関工科高校に転換された現在も存続している。

## 統合へ
山口県内66校中34校を統廃合の対象とする「県立高校再編整備計画」により山口県立下関中央工業高等学校と統合の上、平成28年度に新学校が設置されることになった。
新学校名は、平成27年7月13日に山口県教育委員会高校教育課より公表の平成28年度山口県公立高等学校入学者選抜実施大綱によって下関工科高等学校と決まった。

統合高の校地は下関市富任町にある下関工業高校の校地が充てられ、全日制の学科は
- 機械工学科　　　定員８０名
- 電気工学科　　　定員７０名
- 建設工学科　　　定員４０名
- 応用化学工学科　定員３５名

　となった。

統合後は山口県内で最大級の工業高校とされた。

## 関係者
- 髙木義明（機械科卒 元文部科学大臣、民主党国会対策委員長、衆議院議員）
- 篠田荘平（元プロ野球選手）
- 西田隆広（元プロ野球選手）
- 宮本和知（電子科卒 元プロ野球選手・タレント）
- 中西幹育（電子科卒 衝撃吸収素材αgel発明者）
- 大高猛（電気科卒 グラフィックデザイナー。大阪万博シンボルマーク、全国選抜高校野球大会の優勝メダル、日清食品「カップヌードル」パッケージなどデザイン）
- 中西一清（電気科卒 RKB毎日放送アナウンサー）
- 岸健之助（材料技術科卒　お笑い芸人・ネルソンズ）